# Daniel Łukasik
Daniel Łukasik (* 28. dubna 1991, Giżycko, Polsko) je polský fotbalový záložník a reprezentant, hráč klubu Lechia Gdańsk od léta 2016 na hostování v německém SV Sandhausen.

## Klubová kariéra
Než debutoval v profesionálním fotbale v A-týmu Legia Warszawa, hrál v klubech Olimpia Miłki a Warmia Olsztyn. V létě 2016 odešel na hostováí do SV Sandhausen.

## Reprezentační kariéra
Daniel Łukasik hrál za polský mládežnický reprezentační výběr U21
V A-týmu Polska debutoval 14. prosince 2012 pod trenérem Waldemarem Fornalikem v přátelském utkání proti Makedonii, kde odehrál první poločas (Polsko nakonec vyhrálo 4:1).